# Luis Adriano Piedrahita
Luis Adriano Piedrahita Sandoval (Palmira, Valle del Cauca, 7 de octubre de 1946-Santa Marta, 11 de enero de 2021) fue un obispo católico y teólogo colombiano. Desde el 5 de agosto de 2014 ejerció de obispo de Santa Marta. Falleció en una clínica de la ciudad de Santa Marta luego de pasar varios días internado en una Unidad de Cuidados Intensivos a causa del COVID-19 .

## Biografía
Nació en el municipio colombiano de Palmira en 1946. Cuando era joven ingresó en el Seminario Mayor San Pedro Apóstol de Cali, donde realizó su formación eclesiástica. Fue ordenado sacerdote para la Arquidiócesis de Cali, el 29 de octubre de 1972, por el entonces arzobispo metropolitano "monseñor" Alberto Uribe Urdaneta.
Tras su ordenación marchó hacia Roma (Italia) para completar sus estudios y allí obtuvo una Licenciatura en Teología moral por la Academia Pontificia Alfonsiana y la Pontificia Universidad Lateranense. A su regreso inició su ministerio sacerdotal.
El 19 de julio de 1999 el papa Juan Pablo II le nombró obispo auxiliar de Cali y obispo titular de la Sede de Centenaria.
Recibió la consagración episcopal el 8 de septiembre del mismo año, a manos del entonces arzobispo metropolitano "monseñor" Isaías Duarte Cancino como consagrante principal y como coconsagrantes tuvo al que era también auxiliar "monseñor" Edgar de Jesús García Gil y al entonces obispo de Chiquinquirá "monseñor" Héctor Gutiérrez Pabón.
Posteriormente, el 3 de julio de 2007 fue nombrado por el papa Benedicto XVI como obispo de la Diócesis de Apartadó.
Desde el 5 de agosto de 2014, tras haber sido elegido por el papa Francisco, pasó a ser obispo de la Diócesis de Santa Marta, y estuvo un poco más de 6 años al frente de dicha Diócesis, hasta el 11 de enero de 2021 cuando falleció a causa del COVID-19.